# То’омалатаи, Стэн
Паэпаэтеле Стэн То’омалатаи (англ. Paepaetele Stan To'omalatai, родился 13 декабря 1962 года в Апиа) — самоанский регбист, выступавший на позиции хукера.

## Игровая карьера
В эру любительского регби То’омалатаи выступал в первенстве провинций за команды Отаго и Норт-Харбора, а также за ряд любительских клубов Новой Зеландии. 1 июня 1985 года в Апиа провёл дебютную игру за самоанцев против Фиджи, в 1988 году участвовал в европейском турне. Играл на чемпионате мира 1991 года (в том числе в матче против Уэльса, в котором самоанцы сенсационно переиграли бронзового призёра минувшего чемпионата мира), а также участвовал в турне 1994 года по Австралии. На чемпионат мира 1995 года не попал, последнюю игру провёл 1 июля 1995 года против Фиджи в Апиа.

## Тренерская карьера
В 2008—2011 годах То’омалатаи входил в тренерский штаб второй сборной Самоа по регби вместе с Эндрю Аиолупо. Работал также помощником тренера главной сборной Самоа Авеау Нико Паламо, занимавшего этот пост в 2008—2009 годах. Участвует в разных благотворительных акциях.

## Семья
Сын — Кэрисбрук То’омалатаи, игрок команды «Отаго», выступает в Кубке Mitra 10.